# Traugott Immanuel Pachaly
Traugott Immanuel Pachaly (* 5. Januar 1797 in Linderode bei Sorau; † 9. April 1853) war ein deutscher Organist und Komponist.

## Leben
Traugott Immanuel Pachaly erhielt den ersten Unterricht in Musik von seinem Vater, dem Kantor und Lehrer in Linderode Karl Gottlieb Pachaly. Nach Abschluss seiner Schulzeit in seiner Heimatstadt trat er das Königliche Seminar in Bunzlau ein, um sich auf das Lehramt vorzubereiten. Nach Abschluss der Ausbildung ging er auf Verfügung des Königlichen Ministeriums nach Schmiedeberg. Hier unterrichtete ihn der dortige Kantor und Organist Christian Benjamin Klein in Harmonielehre und Komposition. Auch sein Orgelspiel verbesserte er unter dessen Leitung. Nach der musikalischen Ausbildung ging er zunächst als Assistenzprofessor zurück nach Bunzlau, erhielt aber bald eine Stelle in Gruna im Landkreis Görlitz als Lehrer und Organist. 1826 trat er die Nachfolge seines Lehrers Christian Benjamin Klein als Kantor, Lehrer und Organist in Schmiedeberg an. Neben seiner Orgeltätigkeit leitete er als Dirigent Aufführungen in der Evangelischen Stadtkirche. Hierbei kamen größere Oratorienwerke wie Die Schöpfung und Die Jahreszeiten von Joseph Haydn und Das Lied von der Glocke von Andreas Romberg und Der Bergmannsgruß von August Ferdinand Anacker zur Aufführung. Die Stellung in Schmiedeberg hatte er bis 1853 inne. In dieser Zeit leitete er mehrere Jahre einen Männergesangverein in Erdmannsdorf. Seine wichtigsten Kompositionen wurden in Breslau, Leipzig und Erfurt veröffentlicht. Er schrieb auch eine große Anzahl von Kantaten.

## Werke

### Vokalwerke

#### Werke mit Opuszahl
- Hymne „Gross ist der Herr!“ für vier Singstimmen mit Begleitung des Orchester (In Ermangelung des Orchesters auch mit Quartett und Hornbegleitung, so wie mit Orgelbegleitung allein) op. 5, bei Carl Cranz, Breslau, 1836 OCLC 1225221060[4][5] I Coro II Aria.Sopran III Coro. Fuge[6]
- Cantate zu Pfingsten: „Gott! ewig Unbegreiflicher!“ für vier Singstimmen mit Begleitung des Orchesters oder Orgel, op. 6, bei Carl Cranz, Breslau, 1836 OCLC 1225228872 I Allegro moderato Gott ewig unbegreiflicher II Aria. Andante con moto Du bist uns Vater ew'ges Heil III Allegro con spirito Dir Vater Sohn und heil'ger Geist RISM ID: 455011432[7]
- Oster - Cantate „Unendlich gross ist Gottes Huld und Macht“ :für vier Singstimmen mit Orchester - Begleitung nebst Orgel op. 8, Sr Exzellenz dem Königlichen Wirklichen Geheimen=Rath und Ober=Praesidenten der Provinz Schlesien Dr. von Merckel Ritter des grosen rothen Adler=und anderer hohen Orden in tiefster Ehrfurcht zugeeignet, Text: L. Schweitzer, bei F. E. C. Leuckart, Breslau, 1840[8] OCLC 1225220160[Digitalisat 1] I Coro. Maestoso in Es-Dur. Unendlich gross ist Gottes Huld und Macht II Sopran.Aria. Andantino in B-Dur Wer rief in's Sein des Erdballs - Wer wälzt den Stein von uns'res Grabes Tür III Coro. Maestoso. Grave in Es-Dur Herr heil'ger Gott dess' Nam' Unendlicheit RISM ID: 455018755 RISM ID: 453011615 RISM ID: 201007034 Ausgabe mit Fassung für Textfassung für Christi Himmelfahrt. Text: L. Schweitzer RISM ID: 220000505[9][10]
- Christnachts-Cantate „Da ist die schöne Nacht schon wieder“ für vier Singstimmen und 2 Violinen, Viola, Baß, 2 Flöten, 2 Horne mit Orgelbegleitung op. 10, F. E. C. Leuckart, 1840 OCLC 174198640 Incipit: Da ist die schöne Nacht schon wieder I Coro: Da ist die schöne Nacht schon wieder II Aria Drum feiern wir voll Dank und Freude III Coro Wir singen froh da bist du wieder RISM ID: 454600000
- Cantate „Über des Weltalls unendlichen Kreisen.“ Zur Reformationsfeier, sowie zum Gebrauch an Sonn- und Festtagen, für vier Singstimmen mit Orchesterbegleitung nebst Orgel, op. 13[11][12][13] OCLC 174198661 I Coro Über des Weltalls unendlichen Kreisen thront unser Herr II Duett. Andante Herr der Gnade III Choral Allmachtsvoll bist Vater du III IV Chor. Das Werk wurde zwischen 1849 und 1860 mehrmals in der Elisabethkirche in Breslau aufgeführt. Das erste Mal am Reformationsfest am 31. Oktober 1849. RISM ID: 301000200 RISM ID: 230000023 Em. Klitzsch schreibt in der Neuen Zeitschrift für Musik vom 9. Dezember 1849: Das Werkchen gehört zu den besseren ihrer Art. ... Das Werkchen hat vier Sätze: Chor, Duett, Choral, Schlusssatz mit Fuge.[12]
- Cantatine „Gott ich dank es Deiner Güte“ für Sopran, Alt, Tenor und Bass nebst obligater Orgel oder Pianoforte op. 16, Körner, Erfurt, 1858[14][15] Neue Berliner Musikzeitung vom 12. Oktober 1859: Die Cantatine von Pachaly beginnt nach einer kurzen Orgelintroduktion mit einem Chorsatze, der einige einfache Motive in textentsprechender Weise verarbeitet. Daran schliesst siche ein Rezitativ und eine Arie für Bass. Den Beschluss macht ein choralartig gehaltener Chor, wie der Anfangschor mit kurzen Solisätzen verwebt. Das Ganze ist wie schon der Titel Cantatine andeutet, von gedrängter Form, der Inhalt augenscheinlich auf leichte Ausführbarkeit berechnet. Das Werkchen verdient von diesem Standpunkt aus Beachtung.[16]

#### Werke ohne Opuszahl
- Trauergesang zur Gedächtnissfeier: für Sopran, Alt, Tenor un Bass mit Orgel - oder Clavierbegletung. Sr. Majestät dem hochfeligen Königs von Preussen Friedrich Wilhelm III gewidmet, gedruckt bei Alexander Waldow, 1840 OCLC 1225220158
- Fest-Cantate „Gott ist der Herr“ für vier Singstimmen und Orchester zur Feier der Einweihung der Kirche zu Erdmannsdorf. uraufgeführt 1841[17], publiziert bei F. E. C. Leuckart, Breslau, 1842 OCLC 174199001 OCLC 812719755[Digitalisat 2] I Coro Gott ist der Herr unendlich seine Güte II Rezitativ So schwing dich auf mein Geist hinauf zu Gottes Thron III Bariton. Aria Deinen Geist in dieses Gotteshaus IV Choral Geist der Andacht senke dich V Coro Ja dein ist das Reich wie die Kraft und die Macht RISM ID: 220020033 RISM ID: 1001068518
- Cantate „Groß ist der Herr, lobt ihn“ in C-Dur. I Coro. Maestoso. Allegro Groß ist der Herr lobt ihn II Bass solo. Recit[ativo accompagnato] Auf seinen Wink sntstand des Himmels Feste III Aria Die Sonne strahlt vom Abglanz seiner Milde III Coro Drum preiset ihn ihr seiner Allmacht Werke IV Coro Fuga Er sei mit Preis bei Früh- und Abendröten RISM ID: 1001016928
- Durch des Lebens kurzes Sein zur Gedächtnissfeier. Trauer-Cantate für die Verstorbenen für vier Singstimmen nebst oblogatorischer Orgel-Begleitung, 1856 gedruckt bei Gotthilf Wilhelm Körner[18] I Des Todes Schrecken.Adagio Durch des Lebens kurzes Sein II Terzett Wie ist die Welt so öd' und leer III Coro. Männerchor.Andantino An deinem Hügel weht so mild IV Wiedersehn Doppelchor. Choral: Moderato Ja es gibt ein Wiedersehn unser Mittler hat's gesprochen V Coro. Beide Chöre Ja es gibt ein Wiedersehn diese Hoffnung soll uns halten RISM ID: 1001022422
- Hymnus nach dem 66. Psalm. Enthalten in Feierklänge, Körner, Erfurt & Leipzig, 1856[19], 1870 OCLC 312537082
- Kantate O gib meinem Glauben Stärke in F-Dur RISM ID: 653006153
- Trauermotette für 4 Stimmen und obligate Orgel.[2]
- 25 Vierstimmige Choräle.
- 24 Vierstimmige Choräle für vierstimmigen Männerchor, C. Weinholdt Breslau 1839.[2] Der Rezensent der Allgemeinen musikalischen Zeitung vom 6. Februar 1839 empfahl das Werk.[20] Hingegen schreibt C. F. Becker in der Neuen Zeitschrift für Musik, dass die vorliegende Sammlung fast überflüssig genannt werden möchte. Er führt einige kraftlose Akkordschreitungen an und weist auf diverse unsangbare Stimmenschritte hin.[21]

### Orgelwerke
- Zwölf Präludien für Orgel (in 2 Bänden). op. 1[2] Leuckart, Breslau, 1834[22] Sein erstes publiziertes Werk wird in Neue Zeitschrift für Musik vom 9. September 1836 von C. F. Becker rezensiert.[23] Der Rezensent der Cäcilia, eine Zeitschrift für die musikalische Welt empfahl 1837 das Werk seinen Lesern.[24]
- Variationen für Orgel über den Choral „Auf meinen lieben Gott“ nebst Einleitung und Schlußfuge op. 3.[2] Weinhold, Breslau, 1836[25] Dem Kgl. Reg. und Schulrath Dreist in Stettin gewidmet. Gustav Schilling schreibt in den Jahrbücher des deutschen National-Vereins für Musik in der Ausgabe vom 28. Mai 1840: Die Composition verdiene Beifall und ist ganz geeignet, Fertigkeit und Geschmack in der Behandlung ihres riesigen Instruments zu zeigen. Die Variationen bestehen aus einfachen Figurierungen des Chorals selbst, in welchen der Cantus firmus selbst bald von der obern, bald von mitten und bald auch von der untern Stimm geführt wird. ... Jede Variation könnte auch als eine Art Vorspiel ... für den Choral gebraucht werden ... was den Vortheil der Composition erhöht und ihren Zweck erweitert. Zur Schlußfuge ist die Melodie der ersten Zeile als Hauptsubjekt gewählt worden. ...[26]
- Fuga über BACH. OCLC 70466478 Enthalten in: Anne Marlene Gurgel: B-A-C-H-Vertonungen der deutschen Romantik für Orgel; Josef Butz Verlag, Sankt Augustin, 2000 S. 16f OCLC 237502030[Digitalisat 3]
  - Eingespielt von Rudolf Walter auf der Orgel der ehemaligen Klosterkirche des Klosters Amorbach, publiziert auf der CD Schlesische Orgelmusik (19. Und 20. Jahrhundert) bei der Deutschen Harmonia Mundi
  - Eingespielt von Krzysztof Urbaniak an der Johann-Ernst-Hähnel-Orgel der Kirche St. Lukas in Krippehna, publiziert beim Label Querstand, 2019
- Fuge in der Sammlung „Postludien-Buch“ für Organisten, herausgegeben von Herrmann Kleemeyer.
- Präludium und Fuge in c-Moll für Orgel.RISM ID: 464122726[Digitalisat 4]
- Postludium.Largo g-moll, eingespielt von Thorsten Pirkl auf der Walcker-Orgel in der Ev. Pfarrkirche Fränkisch-Crumbach bei YouTube[Digitalisat 5]
- Postludium G-Dur. Allegro moderato. RISM ID: 211020427 Enthalten in: Orgelstücke, 1869 RISM ID: 211020424 RISM ID: 45006149

Andere Kompositionen von Pachaly wurden in verschiedenen Werken für den Orgelunterricht veröffentlicht, u. a.
- Übungsschule für Organisten.[2], herausgegeben von Carl Geißler, G. Schubert, Leipzig, 1841[27][28]
- Neues vollständiges Museum für die Orgel in acht Bänden, herausgegeben von Carl Geißler, 1842[2][29]
- Gotthilf Wilhelm Körner: Der neue Organist : 207 Orgelpräludien, 81 Choralvorspiele, 41 grössere Orgelwerke. OCLC 611313583
- Die praktische Orgelschule.[2]
- Der Praktische Organist, herausgegeben von Johann Georg Herzog.[2] Stück in G-Dur RISM ID: 454014069

## Rezeption
- In der Neuen Zeitschrift für Musik vom 21. Januar schreibt der Rezensent: T. I. Pachaly bekundet in seinen Arbeiten ein solides Studium seine Ideen sind weder sehr hervortretend noch alltäglich, mithin werden seine Kompositionen vielen willkommen sein.[30]
- In einem Nachruf schreibt die Neue Berliner Musikzeitung in ihrer Ausgabe vom 20. April 1853: Am 9. April starb im Alter von 56 Jahren in Sehmiedeberg Tr. Immanuel Pachaly, einer der tüchtigsten Organisten in Schlesien. Er war ein Schüler des zu seiner Zeit rühmlichst bekannten Organisten Klein zu Schmiedeberg und auch in weiteren Kreisen gekannt als Componist ſür die Orgel und Kirchenmusik.[31]

- In der fünften Ausgabe des 14. Jahrgangs 1882 der Fliegenden Blätter des Schlesischen Vereins zur Hebung der evangel. Kirchenmusik liest man, dass Traugott Immanuel Pachaly einfache und in edlem kirchlichen Stil gehaltene Kompositionen wie Orgelvorspiele, Männerchöre und Motetten mit Instrumentalbegleitung schrieb, die dem Namen Pachaly in ganz Deutschland einen guten Klang verschafften.[3]

## Digitalisate
1. ↑  Unendlich groß ist Gottes Huld und Macht als Digitalisat in der Deutschen Digitalen Bibliothek
2. ↑  Gott ist der Herr als Digitalisat beim Imago Silesiae inferioris online
3. ↑  Fuge über Bach als Digitalisat beim IMSLP
4. ↑  Präludium und Fuge in c-Moll als Digitalisat der Staatsbibliothek Berlin
5. ↑  Postludium.Largo g-moll als Digitalisat bei www.tobis-notenarchiv.de
6. ↑  Schlesisches Tonkünstlerlexikon, Band I als Digitalisat im Münchener Digitalisierungszentrum der Bayerischen Staatsbibliothek
7. ↑  Pachaly, Traugott Emanuel als Digitalisat im Projekt Runeberg
8. ↑  Der Vereinstag in Schmiedeberg als Digitalisat in der Biblioteka Cyfrowa der Universität Breslau